# Anethum graveolens
Anethum graveolens, de nombre común eneldo o abesón, es una planta herbácea anual perteneciente a la familia de las umbelíferas. Se tiene mención de ella desde la antigüedad. Es oriunda de la región oriental del mar Mediterráneo, donde hoy abunda.
Sus hojas y frutos son usados en cocina como condimentos, y sus semillas se emplean en la preparación de ciertas infusiones con fines terapéuticos.

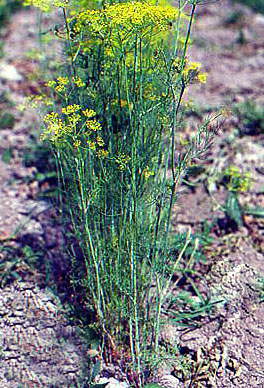
Vista de la planta

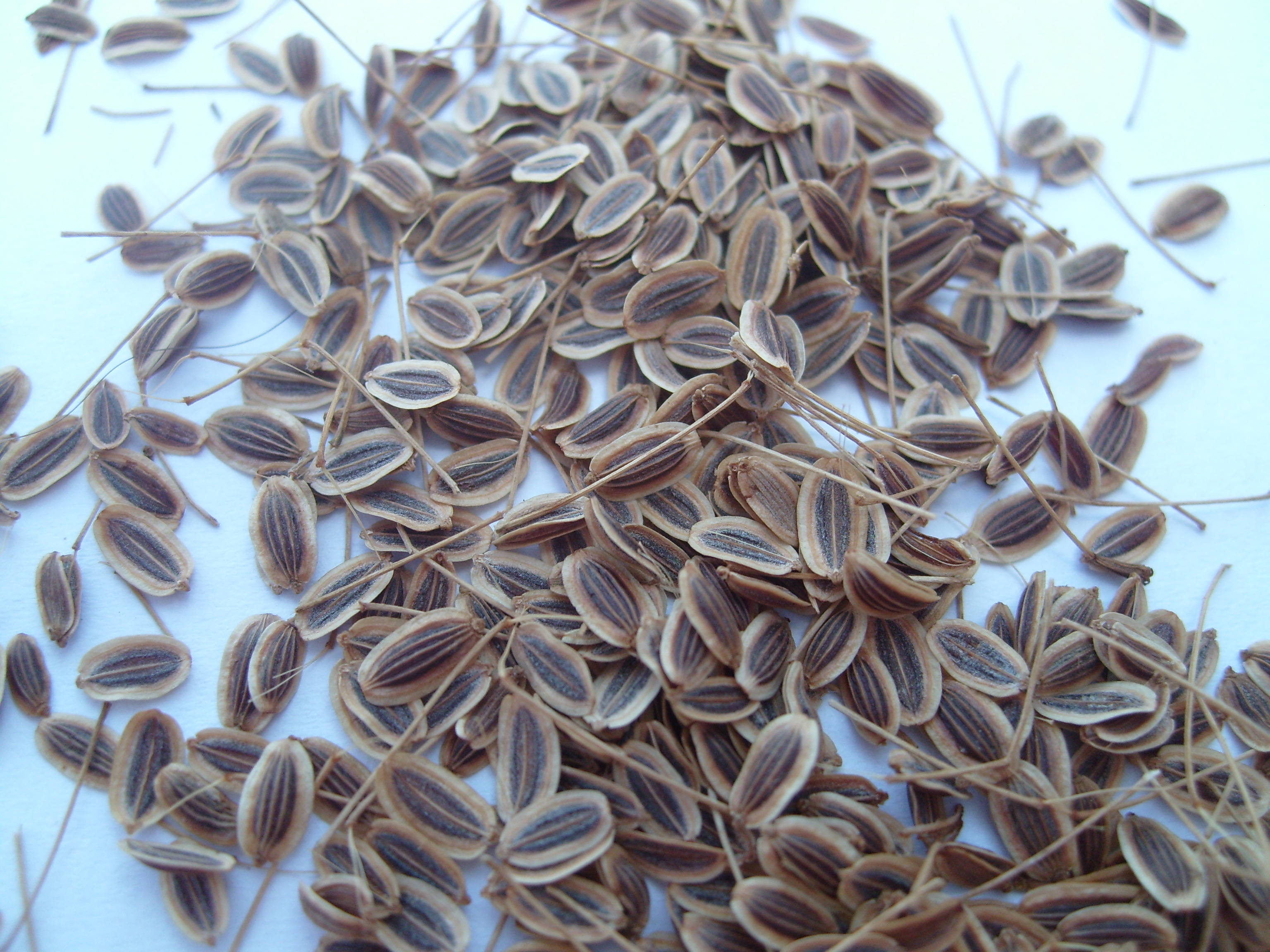
Semillas

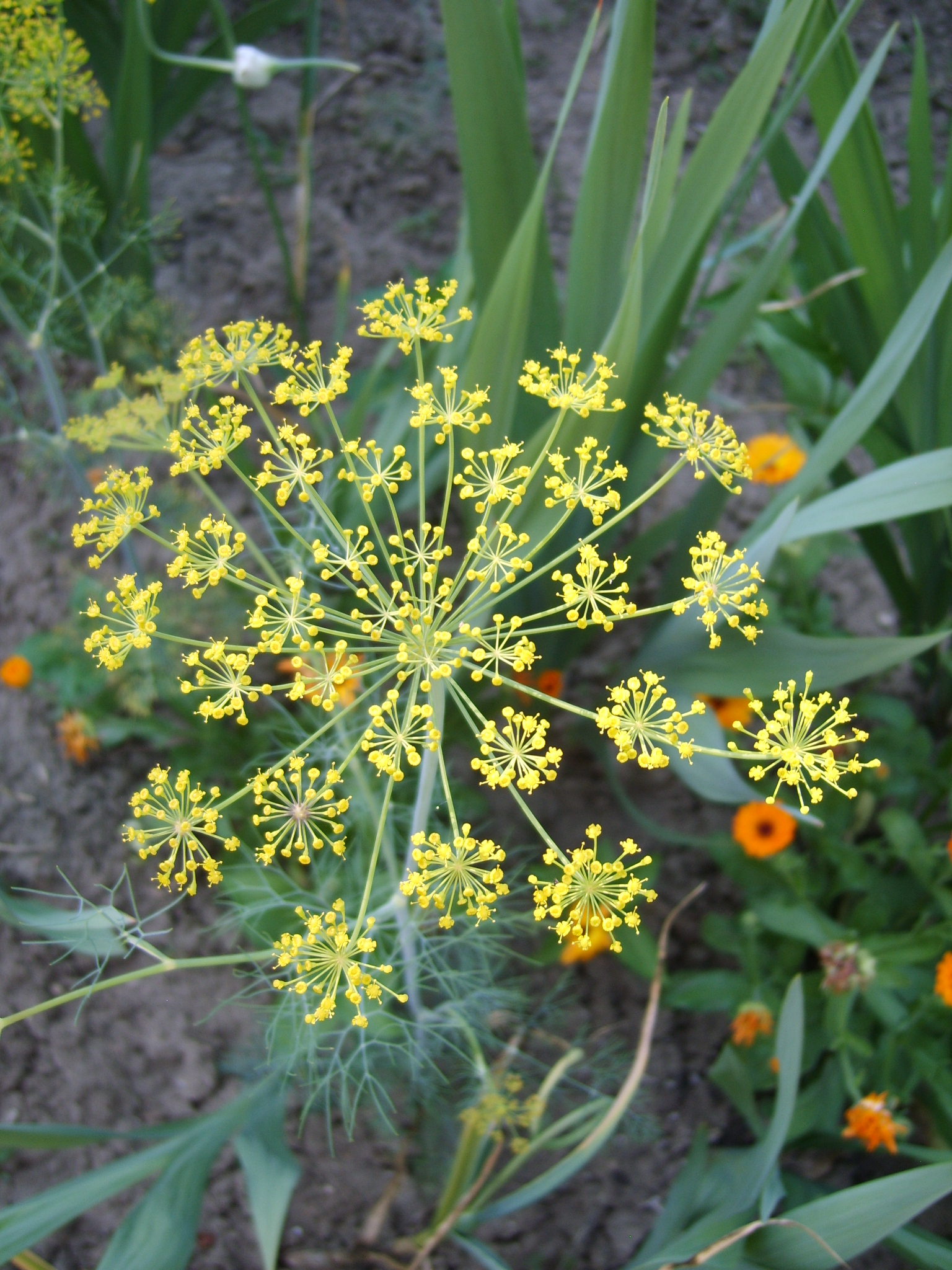
Inflorescencia

## Descripción
El eneldo es una planta herbácea anual. Es aromática, mide de 30 a 45 cm, y excepcionalmente llega a más de un metro de altura.

El tallo es verde, fistuloso - pero con abundante médula blanca -  y con finas estrías verdes y blancas; se ramifica en la punta y sostiene un gran número de umbelas planas de 10–20 radios, con brillantes flores amarillas que salen a mediados del verano. Las hojas son extremadamente finas, semejantes a plumas, de color verde oscuro, y con un sabor que recuerda el del perejil. Los frutos, de 4–6 mm de largo por 2,5 mm de ancho, formado por 2 mericarpios alados, son de color pardusco, algo brillante.
Las semillas son planas, ovaladas y de color de pergamino, poseen un gusto algo amargo.
Como media serán necesarios unos 40-45 días desde el inicio de la floración para que las semillas maduren en las umbelas principales. Además, el cultivo madura desigualmente y las semillas maduras se caen de la planta muy fácilmente.

## Historia
El uso medicinal del eneldo es antiguo, como lo demuestra su presencia en la Capitulare de villis vel curtis imperii, una orden emitida por Carlomagno que reclama a sus campos para que cultiven  una serie de hierbas y condimentos incluyendo "anetum" identificada actualmente como Anethum graveolens.
También se hace mención del eneldo en la Biblia, el cual, según el pasaje en Mateo 23:23, era usado por los sacerdotes judíos como ofrenda y parte de pago del diezmo.

## Propiedades
- Estimula las secreciones digestivas y se usa contra flatulencias y dispepsias.
- Recomendado para el hipo espasmódico.
- Atenúa espasmos uterinos y dolores de la menstruación

Es utilizado como digestivo, carminativo, diurético, espasmolítico, galactógeno, aromatizante.
Indicado para dispepsias, meteorismo, espasmos gastrointestinales, lactancia. Limpieza y desinfección de heridas, quemaduras y ulceraciones dérmicas.

## Composición química
Contiene del 2,5 al 4% de un aceite esencial cuyos componentes principales son la carvona (una cetona terpénica cuyo porcentaje varía del 40 al 60%) y cantidades menores de limoneno, felandreno, pineno, dipenteno, diapiol, miristicina.

## Estudios
Efecto cerebroprotector contra la isquemia cerebral del extracto combinado de O. sativa y A. graveolens en ratas con síndrome metabólico. Se encontró que el extracto combinado de Oryza sativa L. y Anethum graveolens Linn. disminuyó el infarto cerebral, la puntuación neurológica, el estado de estrés oxidativo y los mediadores inflamatorios.

## Cultivo
El eneldo no se da bien en climas fríos, secos ni demasiado lluviosos. Aunque puede llegar a vivir en zonas ligeramente frías, prefiere los climas templados-cálidos. Vive en campos incultos y barbechos a bajas altitudes, hasta 500–600 m. Le conviene un lugar soleado, bien drenado. Debe mantenerse el suelo húmedo, especialmente en días secos, pero no encharcado. El terreno tiene que haber sido abonado con anterioridad, siendo conveniente que después del abonado haya habido una cosecha. El lugar de siembra debe mantenerse limpio de malezas y la tierra siempre húmeda, pues las plántulas son muy delicadas. Se siembra a partir de primavera, en el lugar donde las plantas van a crecer, en hileras a 25 cm de distancia unas de otras, presionando las semillas contra el suelo con una tabla. La germinación se produce a los 14 o 21 días. Efectúe un aclareo dejando unos 30 cm entre planta y planta. El eneldo tiene un crecimiento rápido y necesita un riego regular. Durante la primavera se darán al menos dos binas (labores ligeras al terreno) y si no llueve, dos o tres riegos. Las escardas pueden evitarse utilizando herbicidas selectivos en el caso de cultivos comerciales. El linuron se aplicará en dosis de 1,5 kg/ha de producto comercial; Prometrina en dosis de 2 kg/ha de producto comercial. La acción de estos herbicidas es sobre todo antigerminadora, por lo que deben echarse, con el suelo húmedo, después de la siembra. Es importante saber que las raíces del eneldo son débiles, y generalmente no soportan los trasplantes. Los cultivos de Eneldo son también propensos al ataque de Alternaria sp, la cual provoca importantes pérdidas económicas en el caso de que la enfermedad se desarrolle con fuerza.

## Localización
Se considera nativa de Marruecos, Argelia, Túnez, Chad, Chipre, Líbano, Siria, Arabia Saudita, Catar, Baréin, Omán, Emiratos Árabes Unidos e Irán.
No obstante, se encuentra introducido y aclimatado en toda Europa (excepto Polonia), centro y sur de Asia, este de África, EE. UU. y mitad meridional de Canadá, y algunos países de Centro y Sudamérica (Paraguay, Estados brasileños del sur, norte de Argentina, Perú y Ecuador).

### Recolección
La recolección de semillas se hace cortando los tallos cuando las flores han adquirido un color oscuro. A continuación se ata una bolsa de papel sobre cada flor y se cuelgan desde los tallos (hacia arriba) formando manojos. Para la obtención de aceite esencial, se destila mediante arrastre con vapor, de la planta fresca, recolectada cuando maduran sus frutos o bien por destilación de estos.
Para la producción de aceite esencial a partir de las partes verdes, estas deben ser recolectadas cuando el contenido en esencia es máximo. Esto ocurre al final de la floración, cuando las semillas todavía verdes comienzan su desarrollo dentro de las umbelas. Después de este momento el contenido en aceite esencial de las partes verdes comienza a decrecer. Para secar la planta se cuelga en pequeños manojos, en un lugar bien ventilado. Después de seca, se guarda en recipientes de cristal cerrados herméticamente. Es importante cortar el eneldo solo cuando el tiempo sea seco y no haya llovido anteriormente. Las hojas y los tallos se cosechan cuando la planta alcanza unos 25 cm de altura. Se puede utilizar fresca o, en manojos, guardarse en la nevera para un uso posterior. Con este fin se guarda en bolsas de plástico y se somete a congelación rápida.
Los mayores rendimientos en aceite esencial (en porcentaje de materia seca), se dan en el momento de la completa floración. Cuanto más retrasemos la recolección a partir de este momento, el contenido en aceite esencial, tanto de hojas, tallos, umbelas y raíces, será significativamente inferior. Si el objetivo es producción de aceite esencial hay que esperar a la completa floración para la operación de recolección.

## Usos

### Culinarios
- En Europa continental es habitual el uso del eneldo en todos los guisos de pescado y mariscos.
- Es una hierba muy utilizada en la cocina escandinava: ingrediente muy importante del salmón marinado, se usa también, en las conservas de arenque y como condimento en la conservación de los pepinos.
- Las hojas frescas se usan en ensaladas, platos de pescado y en salsas para acompañar el pescado.
- Se emplea en adobos, como conservante de la col fermentada y de los pepinillos pequeños.
- Sus semillas se emplean principalmente para aromatizar el vinagre de pepinillos y también pueden añadirse a pasteles, pan, pescado y platos de arroz.

### Medicinales
- Las ramas del eneldo contienen propiedades antisépticas, digestivas y carminativas, lo cual contribuye al buen desempeño de la función digestiva.[6]

## Taxonomía
Anethum graveolens fue descrita por Carlos Linneo y publicado en Species Plantarum 1: 263. 1753.
Etimología
Anethum: nombre genérico que proviene del griego ἄνηθον que significa  ("eneldo"), que a su vez deriva del egipcio antiguo.
graveolens: epíteto latíno que significa "con fuerte olor".
Sinonimia

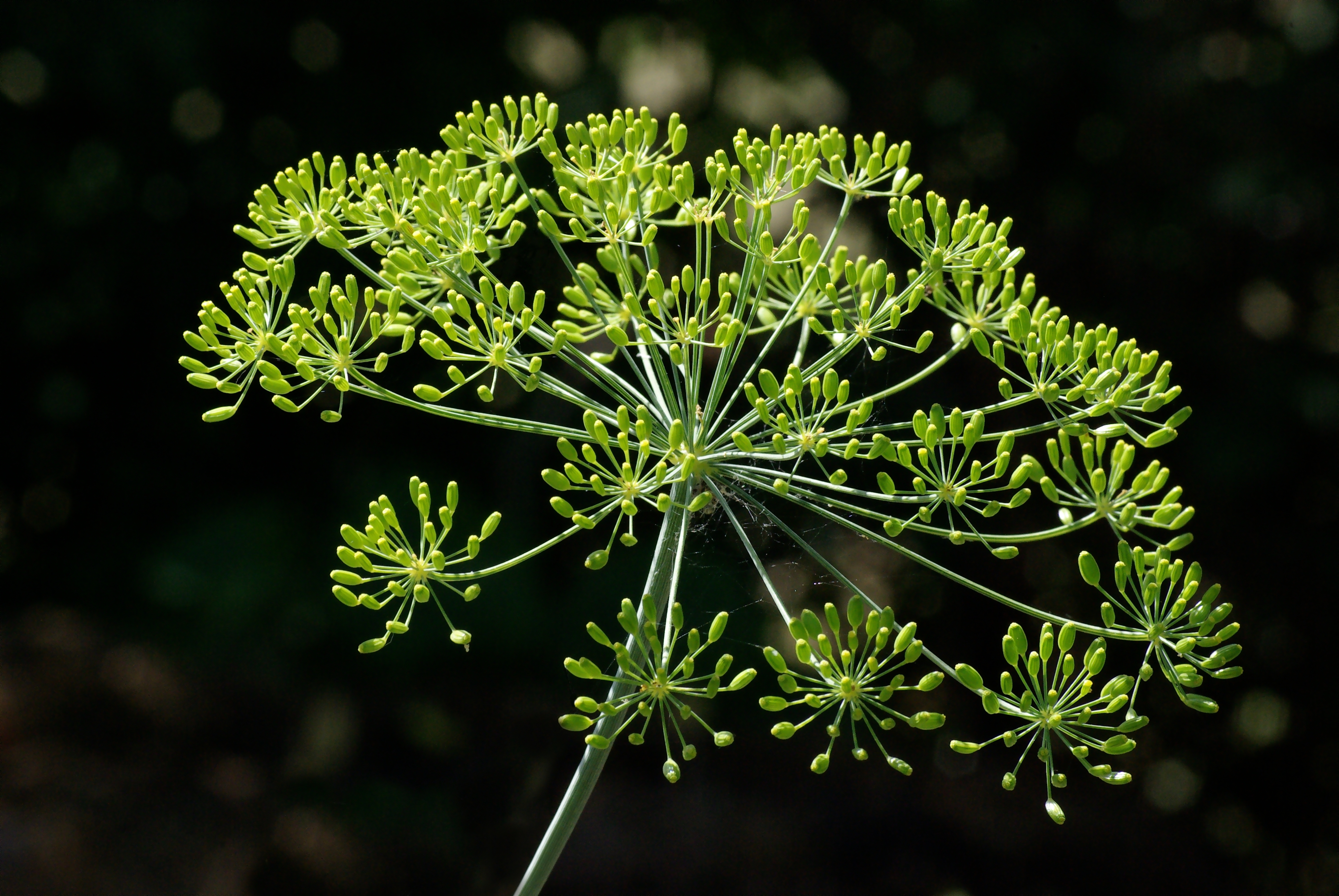
Anethum graveolens, inflorescencia en preantesis

NOTA: Los nombres que presentan enlaces son sinónimos en otras especies: 
- Anethum sowa Roxb. ex Fleming
- Anethum arvense
- Anethum graveolens var. anatolicum N.F.Koren
- Anethum graveolens subsp. australe N.F.Koren
- Anethum graveolens var. copiosum N.F.Koren
- Anethum graveolens var. nanum N.F.Koren'
- Anethum graveolens var. parvifolium N.F.Koren
- Anethum graveolens var. tenerifrons N.F.Koren
- Angelica graveolens (L.) Steud.
- Ferula marathrophylla Walp.
- Pastinaca anethum (Spreng.)
- Peucedanum anethum Baill.
- Peucedanum graveolens (L.) Hiern
- Peucedanum sowa (Roxb. ex Fleming) Kurz[7]
- Selinum anethum (Roth.)

## Nombre común
Entre los nombres comunes se encuentran: Abesón doméstico, anega, aneldo, anella, anetaverón, aneto, avezón doméstico, eneldo, eneldo viscoso, hinojo hediondo, neeneldo.
- Español: Aneto
- Catalán: Anet
- Gallego: Eneldo
- Vasco: Aneta
- Francés: Aneth
- Inglés: Anet Dill
- Alemán: Anetkraut
- Italiano: Aneto
- Árabe: Shabat  تبش